# Aphodius obliteratus
Aphodius obliteratus là một loài bọ cánh cứng trong họ Scarabaeidae. Loài này được Panzer miêu tả khoa học năm 1823.

## Hình ảnh

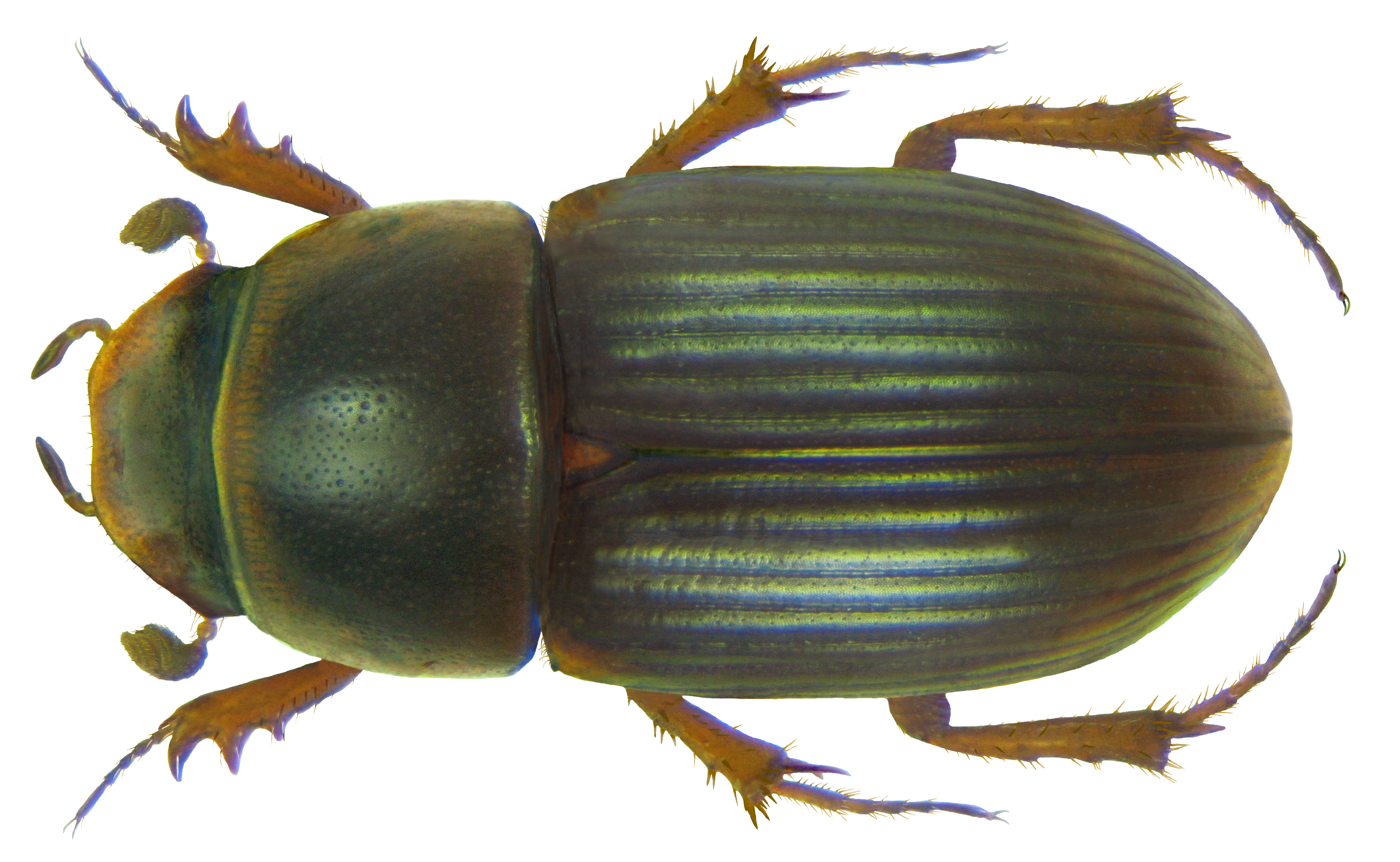
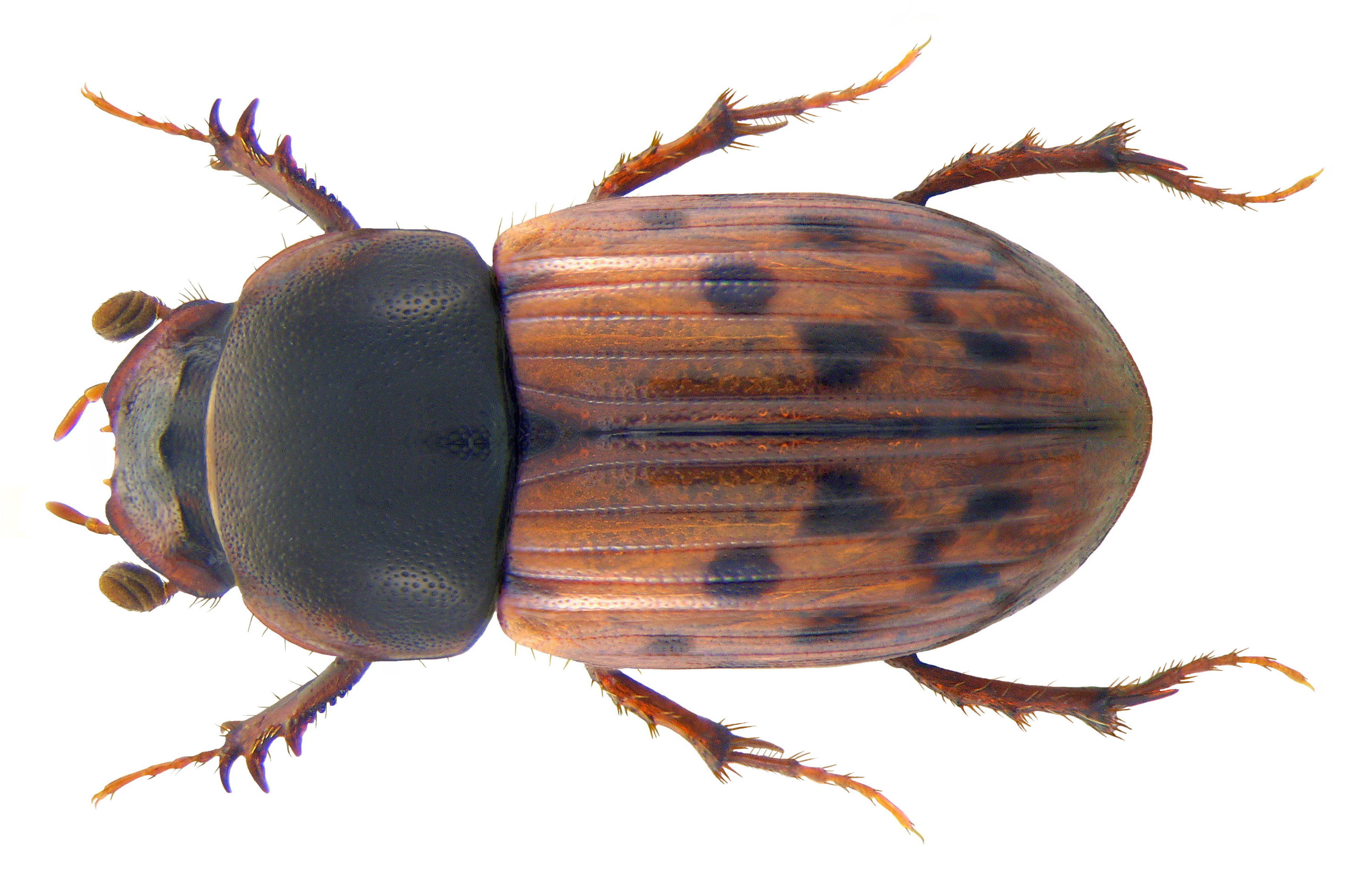
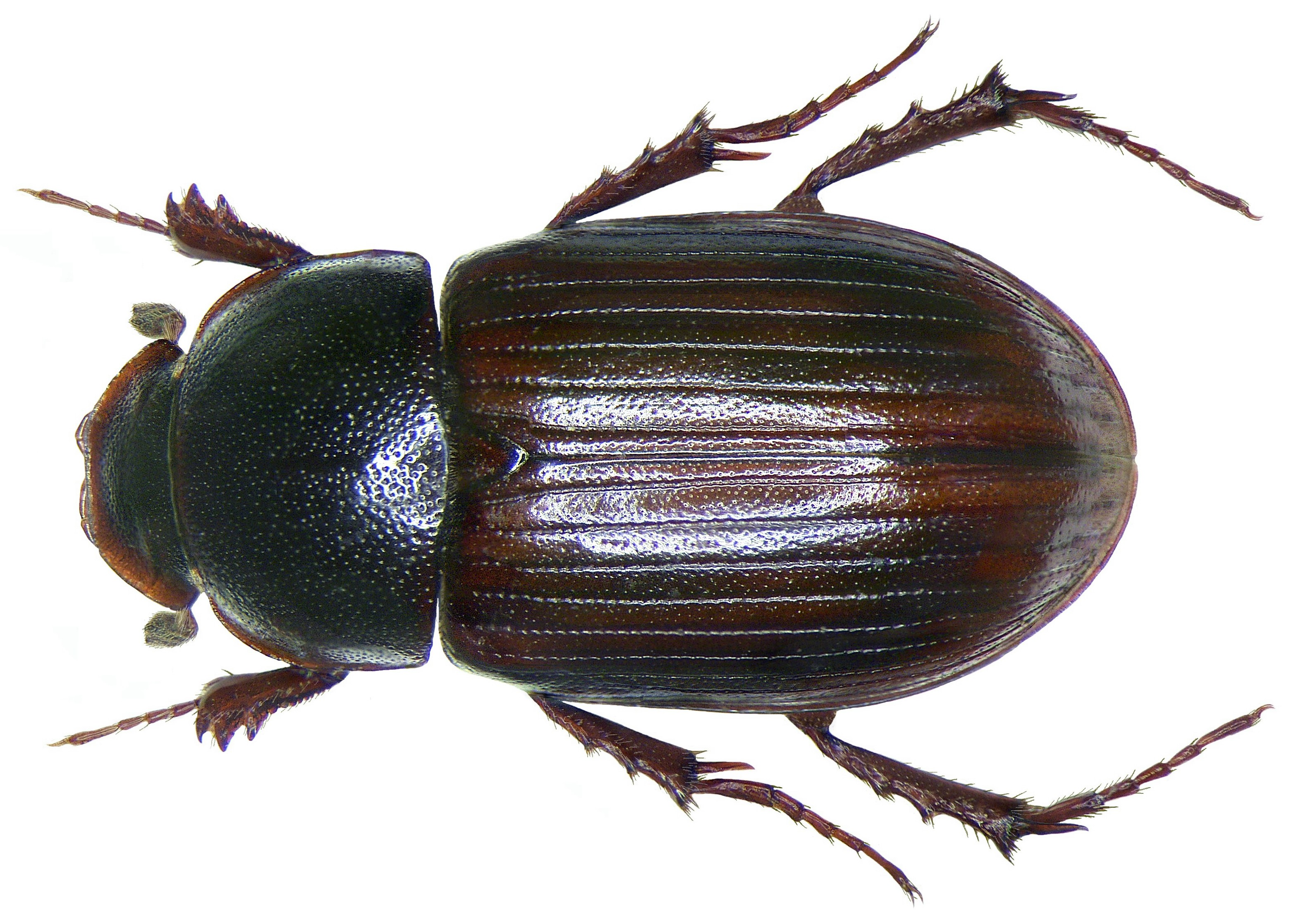
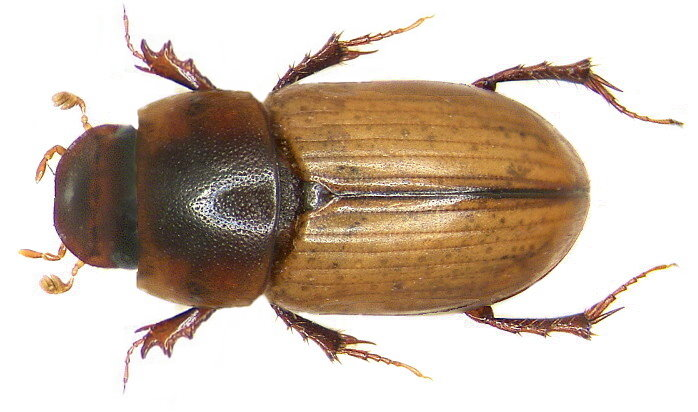